# Natriumhypochlorit
Natriumhypochlorit (NaClO) ist das Natriumsalz der Hypochlorigen Säure (HClO, veraltet auch „Unterchlorige Säure“). Da die kristallwasserfreie Form relativ instabil ist und zur Zersetzung neigt, wird es als Feststoff gewöhnlich als Natriumhypochlorit-Pentahydrat eingesetzt und gehandelt. Die Trivialnamen der wässrigen Lösung von Natriumhypochlorit sind Chlorlauge, Chlorbleichlauge, Eau de Labarraque oder Eau de Javel, wobei die Bezeichnung Eau de Javel streng genommen nicht korrekt ist, denn dieses bezeichnet eine Lösung von Kaliumhypochlorit, unter Umständen in einer Mischung mit anderen Salzen wie Kaliumchlorid. Im Handel wird jedoch häufig kein Unterschied gemacht.

## Geschichte
Die Bezeichnung Eau de Labarraque geht auf den französischen Apotheker Antoine Germain Labarraque zurück, der ab 1822 in Paris Natrium- und Calciumhypochlorit-Lösungen zu Desinfektionszwecken verkaufte. Die weltweite Verwendung als Antiseptikum setzte sich aber erst im Ersten Weltkrieg nach der Wiederentdeckung durch Henry Drysdale Dakin durch (daher der Name Dakin’s solution im Englischen und Dakin’sche Lösung im Deutschen).

## Gewinnung/Darstellung
Natriumhypochlorit wird durch Einleiten von Chlorgas in Natronlauge oder durch Elektrolyse einer Natriumchlorid-Lösung hergestellt.
{\displaystyle {\ce {2 NaOH + Cl2 -> NaCl + NaOCl + H2O}}}
Formal handelt es sich um eine Hydrolyse des Chlors.
{\displaystyle {\ce {H2O + Cl2 -> HCl + HClO}}}
Die Reaktionsprodukte Salzsäure und Hypochlorige Säure reagieren wiederum miteinander exotherm. Derselbe Prozess wird dazu verwendet, Chlorat in heißer Lösung herzustellen. Da alle Hypochlorite gegen Hitze empfindlich sind, enthalten diese unterschiedliche Mengen von Chlorat. 
Natriumhypochlorit kristallisiert aus der wässrigen Lösung bei −10 °C als kristallwasserreicher farbloser Feststoff aus. Beim Erwärmen auf Raumtemperatur geht es unter partiellem Wasserverlust in das relativ stabile blassgelbe Natriumhypochlorit-Pentahydrat über.
Das Anhydrat ist instabil und zersetzt sich heftig bei Erwärmung.

## Verwendung

Eau de Javel mit Natriumhypochlorit

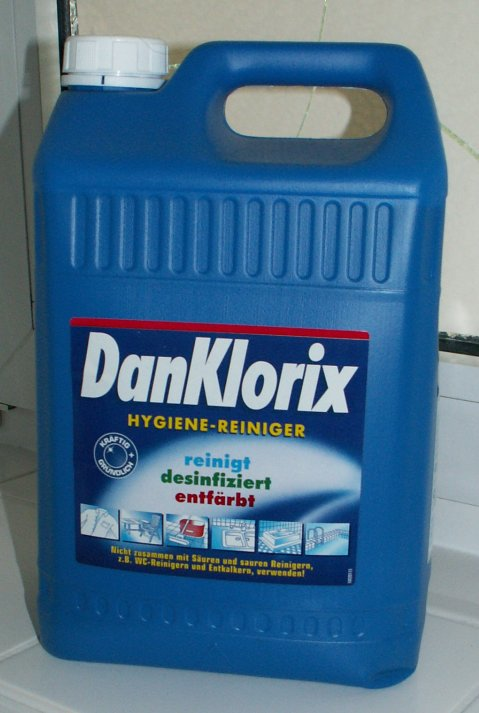
Das in Deutschland verbreitete Bleichmittel DanKlorix enthält 2,8 Gewichts-% Natriumhypochlorit

Der Haupt-Verwendungszweck ist das Bleichen oder Desinfizieren (beispielsweise in Schwimmbädern). In Schwimmbädern muss dafür die zu dosierenden Mengen ausreichen, um das anwesende Ammoniak (bzw. die Amine) über die Stufe des Monochloramins hinaus zu chlorieren, da erst dann eine ausreichende Desinfektion gewährleistet ist. Natriumhypochloritlösungen zur Wasserdesinfektion werden häufig auch „Flüssiges Chlor“ oder „Chlor Liquid“ genannt. Aufgrund der Pandemie des SARS-CoV-2 sind Handdesinfektionsmittel mit Natriumhypochlorit auf dem Markt. Der entstehende Chlorgeruch auf der Haut resultiert von dem entstehenden Chlor bzw. der Hypochlorigen Säure, welche oxidierend auf die Haut wirkt und letztendlich zur Hautalterung beiträgt. Daher sind Desinfektionsmittel mit Natriumhypochlorit als Flächendesinfektionsmittel, aber nicht als Handdesinfektionsmittel empfehlenswert. Eine Empfehlung des Verbundes für angewandte Hygiene besagt: „Aufgrund der Instabilität und möglicher Hautirritation durch jetzt im Handel befindliche chlorhaltige Produkte wird dringend von der Verwendung chlorhaltiger Produkte für die Händedesinfektion abgeraten.“
Natriumhypochlorit ist auch der wesentliche Wirkbestandteil von desinfizierenden und bleichenden Haushaltsreinigern. Auch diverse Schimmelentferner oder Rohrreiniger enthalten diese Chemikalie. Häufig werden sie als „mit Aktivchlor“ beworben. Die Konzentrationen in Haushaltsreinigern betragen ca. 5–7 %, während die Konzentrationen in Pooldesinfektionsmitteln weitaus höher sind (ca. 10–13 %).
Es fand früher auch zur Bleichung, Reinigung und Desinfektion in Textil-Waschmitteln Verwendung, wurde jedoch inzwischen durch weniger problematische Substanzen ersetzt.
Weiterhin findet Natriumhypochlorit Anwendung in der Zahnmedizin. So wird es beispielsweise in einer verdünnten Lösung (0,5–5 %) bei der Wurzelkanalbehandlung bakteriell infizierter Zähne eingesetzt, um diese zu desinfizieren. In der Augenheilkunde wird es zur Desinfektion der Messköpfchen von Tonometern benutzt, den Geräten zur Messung des bei Glaukom erhöhten Augeninnendrucks (Tonometrie).
Eine Studie des Children’s Memorial Hospital in Chicago legt nahe, dass die Anwendung von Vollbädern mit einer stark verdünnten Lösung (0,005 %) bei Patienten mit atopischem Ekzem zu einer deutlichen Verbesserung des Beschwerdebilds führt.

## Reaktion in wässriger Lösung
Im wässrigen Zustand stellt sich folgendes Gleichgewicht ein:
{\displaystyle \mathrm {ClO^{-}\ +\ H_{2}O\ \rightleftharpoons \ HClO\ +\ OH^{-}} }
Die Lösung reagiert basisch und löst so organische Verunreinigungen wie Fette oder Proteine durch Verseifung bzw. Denaturierung und anschließende Hydrolyse. Durch Protonierung des Hypochlorit-Anions entsteht Hypochlorige Säure (HClO), die als Oxidationsmittel für die bleichende und desinfizierende Wirkung verantwortlich ist:
{\displaystyle {\ce {HClO + H^+ + 2 e^- -> Cl^- + H2O}}}
Eine weitere Wirkung resultiert aus dem Zerfall der Hypochlorigen Säure zu Salzsäure und reaktivem Singulett-Sauerstoff, der ebenfalls oxidierend wirkt:
{\displaystyle {\ce {2 HClO -> 2 HCl + ^1O2}}}
Die Hypochlorige Säure und die Salzsäure in der Lösung befinden sich im chemischen Gleichgewicht mit Wasser und Chlor:
{\displaystyle \mathrm {HClO\ +\ HCl\ \rightleftharpoons \ Cl_{2}\ +\ H_{2}O} }
Unter alkalischen Bedingungen liegt das Gleichgewicht auf der linken Seite. Beim Ansäuern der Lösung verschiebt sich das Gleichgewicht auf die rechte Seite. Da Chlor nur mäßig wasserlöslich ist, kann es bei fortlaufender Reaktion als giftiges Gas in die Umgebung entweichen. Um diese Gefahr zu reduzieren, enthalten die handelsüblichen Lösungen meist noch einen alkalischen Puffer wie etwa Natriumcarbonat.

## Sicherheitshinweise
Beim Umgang mit Natriumhypochlorit(-Pentahydrat) ist höchste Vorsicht geboten. Es besteht Explosions- oder Brandgefahr bei der Reaktion von Natriumhypochlorit mit zahlreichen Stoffen und Stoffgruppen, darunter Reduktionsmitteln, Aminen, Ameisensäure, Methanol, organischen Substanzen und einigen weiteren Stoffen. Außerdem greifen entstehende Dämpfe beim Einatmen die Schleimhäute stark an. Natriumhypochlorit ist in niedrigen Konzentrationen reizend und wirkt stark bleichend, in höheren Konzentrationen sogar ätzend, und verursacht charakteristische Wunden.
Weiterhin reagiert Natriumhypochlorit mit Säuren (z. B. Salzsäure, Salpetersäure) und Oxidationsmitteln (z. B. Wasserstoffperoxid, Permanganate) zum Teil sehr heftig unter Hitzeentwicklung und Freisetzung von Chlorgas, verschiedenen Chlorverbindungen (einige davon hochreaktiv), und/oder nitrosen Gasen. Dies stellt eine ernste Gefahr dar, da eine versehentliche Vermischung von säurehaltigen Reinigern mit Natriumhypochlorit bei Privatanwendern sehr leicht erfolgen kann.
Schon durch Erwärmung oder Sonnenlicht kann es zum Zerfall von Natriumhypochlorit kommen, bei dem unter anderem Chlor, Chlorwasserstoff, Chlordioxid und Sauerstoff freigesetzt werden. Dies ist auch bei der Lagerung des Stoffes zu berücksichtigen. Durch die beim Abbau von Natriumhypochlorit entstehenden Gase kann es zu einem Druckaufbau in geschlossenen Gefäßen bis zu deren Bersten kommen. Behälter, die stark konzentriertes Natriumhypochlorit enthalten, werden deswegen in der Regel mit einer im Deckel verbauten Druckausgleichsmembran ausgestattet.